# Babbitt (roman)
Babbitt er en roman fra 1922 af Sinclair Lewis. Bogen udkom på dansk i 1927 med samme titel.
Romanen satiriserer over amerikansk kultur og det amerikanske samfund gennem kritik af middelklassens liv og søgen efter konformitet. Babbitt var medvirkende til, at Lewis i 1930 fik nobelprisen i litteratur.
Babbitt, der er efternavnet på romanens hovedperson, er efterfølgende blevet et begreb i det engelske sprog for "en person, især en forretningsmand, der retter sig efter de herskende middelklassenormer."
Romanen er filmatiseret to gange med samme titel: I 1924 som stumfilm med Willard Lewis som Babbitt, og i 1934 som talefilm med Guy Kibbee i titelrollen.